# Habib Koité
Habib Koité né en 1958 à Thiès, Sénégal, est un chanteur et musicien malien.

## Biographie
Habib Koité grandit au milieu des griots, puis rentre à l’Institut national des arts de Bamako grâce au soutien de son oncle. Quatre ans plus tard, il y devient professeur. 
Avec des amis d’enfance, il fonde le groupe Bamada. Son premier prix au festival Voxpole lui permet d’enregistrer Cigarette a bana (La cigarette, c’est fini) et Nanalé (L'Hirondelle). RFI lui décerne le prix « Media Adami ».
En 1993, il est le lauréat du Prix Découvertes RFI. 
Les chansons Din din wo et I ka Barra de l'album Muso Ko sont intégrées à Windows Vista[réf. nécessaire].